# العتبة الحمرا (مسلسل)
العتبة الحمراء هو مسلسل مصري عرض في 11 أغسطس 2010.

## القصة
"منصورة" (مى كساب) فتاة يتيمة تعمل في ملجأ أيتام وتدافع عن البنات اليتيمات ضد أبلة "عفارم" مديرة الملجأ (انعام سالوسة) مما دفع "عفارم" لتلفيق قضية سرقة لها مما جعلها تهرب من قريتها كمشيش إلى القاهرة لتبحث عن عمها الذي أكل نصيبها في ميراث أبيها منذ تسع سنوات. في القاهرة تجد منصورة عمها فقير يعمل بواب لعمارة في حى منيل الروضة.

## طاقم العمل
- مي كساب (منصورة)
- عزت أبو عوف (صالح المنزلاوى)
- لطفي لبيب (كامل المنزلاوى)
- احمد الدمرداش (الفلاح شبارا)
- محمد شاهين (صبحى)
- ايناس كامل (سوسو كويلن)
- دنيا المصرى (عزة فوزى أخت تامر)
- هناء الشوربجى (صفية زوجة صالح)
- حنان سليمان (سهام)
- ضياء الميرغني (الدجال كبارس)
- محمد التاجى(حمام مالك القهوة وأخو بيومى)
- هاني حسين (احمد صالح المنزلاوى)
- سلمى غريب (راوية زوجة مرسى)
- رضا حامد (دكتور زهير)
- ناجى سعد (مرسى المواردى رئيس مجلس العمارة)
- نرمين زعزع (هالة صالح المنزلاوى)
- عفاف رشاد (مايسة زوجة فوزى)
- سماح السعيد (نبيلة المنزلاوى)
- حسام فياض (بهاء كامل المنزلاوى)
- هشام منصور (المحامى أكرم)
- وفاء السيد (حسينة)
- حمادة بركات (القهوجى بيومى)
- إنعام سالوسة (عفارم مخيمر مديرة الملجأ)
- محمد فريد (خال شبارا)
- يوسف عيد (سيد)
- رحاب رافت (ميمى)
- احمد عتريس (تامر فوزى)
- نعيم عيسى (المأذون)
- نادر نور الدين (زوج سهام)
- سلوى عزب (شكرية زوجة حامد)
- سيد عثمان (فوزى المنستيرلى)
- عادل شعبان (ضابط)
- نهال نور (ياسمين)
- يوستينا يوسف (طفلة)
- محمد حسنى (وجنى مساعد صالح)
- عبدالله حنفى (عويس عم منصورة)
- منة حسين (طفلة)
- طارق سليمان (حامد)
- نهاد نور (عمر بهاء المنزلاوى)
- هنادى صبرى (طفلة)
- ندى زكى (طفلة)
- ماجد عبد العظيم (سمير فاخر)